# Pseudorhysipolis signatus
Pseudorhysipolis signatus är en stekelart som beskrevs av Van Achterberg 2002. Pseudorhysipolis signatus ingår i släktet Pseudorhysipolis och familjen bracksteklar. Inga underarter finns listade i Catalogue of Life.